# 阿留申山脈

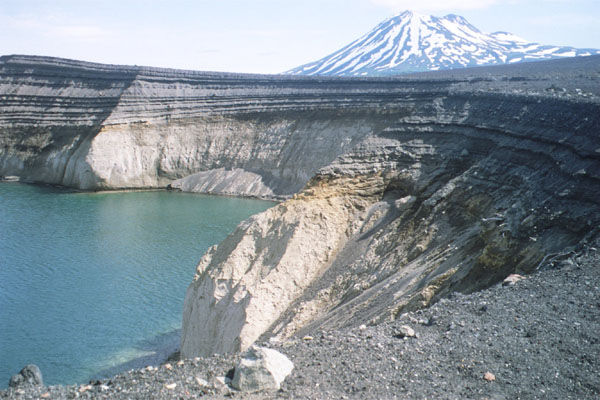

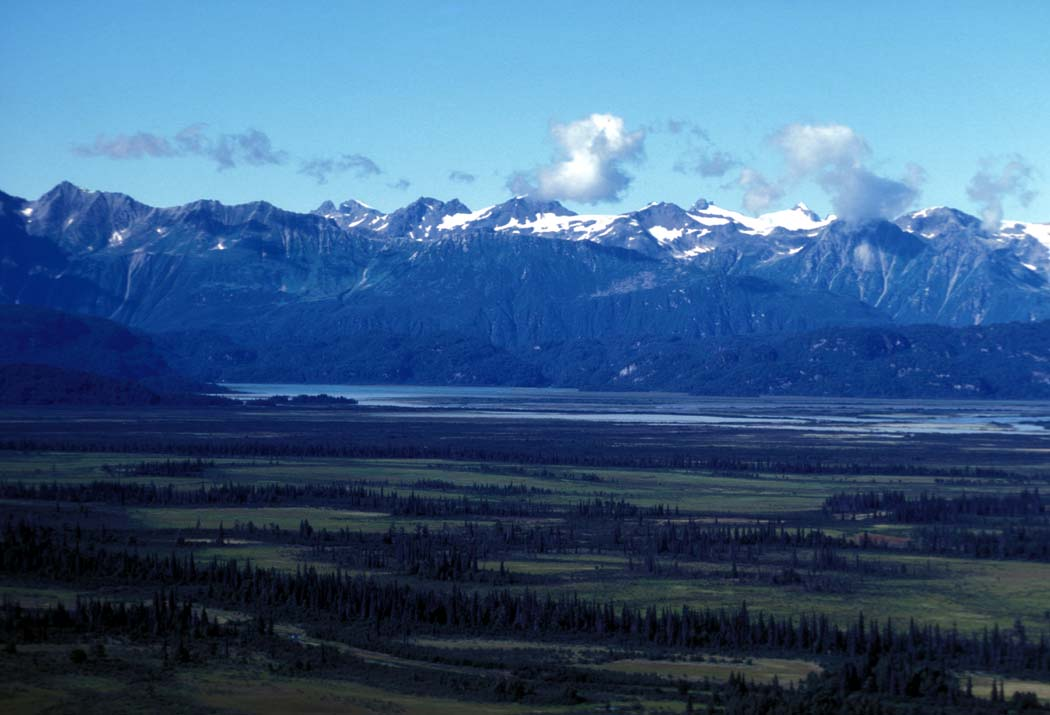

阿留申山脈（英語：Aleutian Range）是美國的山脈，位於阿拉斯加西南部，從安克雷奇以西130公里一直延伸至烏尼馬克島，全長970公里，由阿拉斯加半島山脈、烏尼馬克島、奇格米特山脈和尼科拉山脈組成，最高點是海拔高度3,108米的里道特火山。